# میرکو میستری
میرکو میستری (ایتالیایی: Mirco Maestri؛ زادهٔ ۲۶ اکتبر ۱۹۹۱) دوچرخه‌سوار اهل ایتالیا است.
از باشگاه‌هایی که در آن رکاب زده‌است می‌توان به باردیانی–سی‌اس‌اف اشاره کرد.